# Adán Aliaga
Adán Aliaga (Sant Vicent del Raspeig, 1969), és un realitzador alacantí.

## Biografia
Amb 20 anys, va penjar les botes de futbol en el club Español de San Vicente, per dedicar-se de ple al món del cinema.
Adán Aliaga va fer estudis audiovisuals en el Taller d'imatge de la Universitat d'Alacant. Al començament dels anys 1990 es va traslladar a Barcelona, on va estudiar direcció cinematogràfica en el Centre d'Estudis Cinematogràfics de Catalunya. Al seu torn, es va llicenciar en Historia i Estètica de la Cinematografia en la Universitat de Valladolid.
Una de les seves produccions més destacades fou La casa de mi abuela, de 2005, que ha rebut premis en festivals internacionals, com el premi al millor documental - Joris Ivens al Festival d'Amsterdam, premi especial del Jurat al HotDoc de Toronto, premi al millor documental a Documenta Madris, 1er premia al Festival internacional de Taiwan i nominació al millor documental per l'Acadèmia Europea de Cinema.
El 1995 va realitzar els seus primers curtmetratges en 35 mm on destaquen dos títols, No me jodas que tú no lo haces i Diana. A la fi de la dècada dels 1990, torna a Alacant, on treballa com a director de cinema de publicitat i documentals para diferents empreses i administracions. Entre aquests treballs destaca la realització del vídeo corporatiu dels estudis cinematogràfics de Ciutat de la llum.
L'any 2000 va ser director de càsting en el llargmetratge Tiempos d'azúcar, dirigida per Juan Luis Iborra. El 2006 estrena la seva primera pel·lícula com a director, La casa de mi abuela, amb la qual obté nombrosos premis internacionals com l'International Documentary Film Festival Amsterdam (IDFA) al millor documental. La casa de mi abuela és un film especialment apreciat en Sant Vicent del Raspeig, perquè transcorre íntegrament en aquesta ciutat i hi apareixen carrers, cases, barris i veïns.
El 2009 va rodar el documental Esquivar i pegar, i el llargmetratge Estigmes, una adaptació del còmic de Lorenzo Mattotti i Claudio Piersanti.
El 2013, va ser reconegut en el seu municipi natal amb el guardó de "Sanvicentero Universal" que atorga l'associació Almorçarets Sanvicenteros.
Aliaga, que ha estat quatre vegades candidat a finalista en els premis Goya, va aconseguir en la XXXII edició dels Premis Goya la nominació amb The Fourth Kingdom al millor curtmetratge documental. The Fourth Kingdom narra la història d'un centre de reciclatge per a immigrants i persones necessitades a Nova York, on el somni americà encara és possible. El curtmetratge es va estrenar el 12 de gener de 2018 a les sales comercials, poc habitual en aquest tipus de produccions.
Actualment, resideix a cavall entre Nova York i Sant Vicent del Raspeig, la seva ciutat natal. Igualment, té una productora pròpia a Nova York i una altra a Sant Vicent del Raspeig.

## Filmografia

### Curtmetratges
- 1991: P-23 (Direcció)
- 1991: El Tren Azul (Guió i Direcció)
- 1993: Marta (Guió i Direcció)
- 1993: La Calle (Guió i Direcció)
- 1994: Chica Gitana (Videoclip)
- 1995: No me jodas que tú no lo haces
- 1996: Las mentiras de la noche (Guió i Direcció)
- 1997: Diana (Guió i Direcció)
- 2015: The Walker
- 2016: The Pinch
- 2017: The Fourth Kingdom, documental

### Llargmetratges
- 1998: Jaibo
- 2005: La casa de mi abuela
- 2010: Estigmes
- 2010: Esquivar y pegar (documental)[9]
- 2011: La mujer del eternauta, documental
- 2012: Kanimambo
- 2014: El Arca de Noé
- 2018: Fishbone
- 2019: El cuarto reino. El reino de los plásticos

## Premis
Per La casa de mi abuela:
- 2005 - Joris Ivens (Millor Documental), International Documentary Film Festival Amsterdam[2]
- 2005 - Silver Images Generations, Chicago Film Festival
- 2006 - Gran Premio, Taipei Festival Internacional Documental
- 2006 - Mejor Documental, Documenta Madrid
- 2006 - Special Jury Mention, Miami International Film Festival
- 2006 - Special Jury Mention, Toronto Hot Docs[2]
- 2006 - Best Documentary, Brooklyn Underground Film Festival
- 2006 - Best Documentary, Belgrade International Film Festival
- 2006 - Menció Especial del Jurat, Punto De Vista
- 2006 - Nominació - Millor Documental Acadèmia de Cinema Europeu
- 2007 - Best Documentary, Bosnia Mediterranean Film Festival